# Michael Davies (producteur)
Pour les articles homonymes, voir Michael Davies et Davies.
Michael Davies est un producteur anglais de jeu télévisé aux États-Unis.
Né à Londres en 1966, Davies a suivi ses études à l'académie de Mercersburg en Pennsylvanie et a reçu un diplôme de l'université d'Édimbourg. Il habite à Tribeca, dans l'État de New York, avec son épouse et deux filles. Il est responsable de Embassy Row, sa propre société de production à New York. C'est lui qui a notamment produit la version américaine de Qui veut gagner des millions ? et de power of 10 sur CBS. Il a récemment racheté les droits pour les États-Unis du jeu télé de Nagui : Tout le monde veut prendre sa place.